# Kulyaling
Kulyaling is een plaats in de regio Wheatbelt in West-Australië.

## Geschiedenis
Ten tijde van de Europese kolonisatie leefden de Balardong Nyungah in de streek. De Aborigines kustvolkeren noemden hen de 'Boijangura', het "heuvelvolk".
Tijdens de bouw van de Great Southern Railway van 1886 tot 1889 werd ten noorden van Pingelly een kamp voor spoorwegarbeiders gevestigd.
Begin jaren 1900 opende de overheid een nevenspoor in de streek en noemde het 'Westbrook'. In 1905 ijverden de plaatselijke kolonisten, verenigd in de 'Westbrook Progress Association', voor de oprichting van een dorp bij het nevenspoor. In 1906 werd het dorp Westbrook officieel gesticht. De naam was echter al elders in Australië in gebruik. Uiteindelijk werd in 1907 voor Kulyaling gekozen, de Aboriginesnaam voor een nabijgelegen waterbron met enkele rotsen.
In 1905 werd er een klaslokaaltje gebouwd. In 1923 werd een houten schoolgebouw met vier lokalen in dienst genomen. Na de introductie van een schoolbus in 1946 pendelden de leerlingen elke dag naar Pingelly om les te volgen. In 1915 werd de vergunning van een in Kulyaling opererend hotel overgeheveld naar het 'Club Hotel' in Brookton.
In de jaren 1930-40, toen de graansilo's van Brookton en Pingelly werden gebouwd, werd het nevenspoor van Kulyaling buiten dienst gesteld.

## Beschrijving
Kuyaling maakt deel uit van het lokale bestuursgebied (LGA) Shire of Pingelly, een landbouwdistrict. De vijf volkstellingen, gehouden in de 21e eeuw, geven geen inwonersaantal voor het plaatsje.

## Toerisme
Het natuurreservaat 'Kulyaling Nature Reserve' ligt net ten noordoosten van Kulyaling.

## Transport
Kulyaling ligt langs de Great Southern Highway, 148 kilometer ten oostzuidoosten van de West-Australische hoofdstad Perth, 11 kilometer ten zuiden van Brookton en 9 kilometer ten noorden van Pingelly, de hoofdplaats van het lokale bestuursgebied waarvan het deel uitmaakt.
De Great Southern Railway loopt door Kulyaling. De spoorweg maakt deel uit van het goederenspoorwegnetwerk van Arc Infrastructure. Er rijden geen reizigerstreinen.